# Copa Libertadores 2011
Navigation
Édition précédente Édition suivante
La Copa Libertadores 2011 est la 52e édition de la Copa Libertadores. Le club vainqueur de la compétition est désigné champion d'Amérique du Sud 2011. Le vainqueur représente la CONMEBOL lors de la Coupe du monde de football des clubs 2011.

## Équipes qualifiées
Changements pour l'édition 2011:
- Le vainqueur de la Copa Sudamericana 2010 obtient une place dans le tournoi sans qu'une place supplémentaire soit attribuée à sa fédération. Celui-ci occupera la dernière place qualificative disponible pour sa fédération s'il n'est pas déjà qualifié pour la Copa Libertadores par ses performances dans son championnat national.

La Bolivie, le Chili, le Pérou, l'Uruguay et le Mexique adoptent de nouveaux modes de qualification pour cette édition :
- La troisième place Bolivienne va au second du Tournoi de clôture 2010.
- Le Chili, en raison du séisme qui a frappé le pays en 2010 a largement modifié son mode de qualification. La première place qualificative a été attribuée au champion de la saison, la deuxième place à l'équipe la mieux classée après la 17e journée (au deuxième du championnat si celle-ci devait être championne en fin de saison), et la troisième au vainqueur d'un mini tournoi opposant les équipes classées entre la 3e et la 6e place du championnat.
- La troisième place qualificative du Pérou était initialement attribuée au vainqueur de la première phase du championnat. Universidad San Martín ayant remporté cette phase et le titre de champion, la troisième place a été réattribuée au premier non qualifié pour la Copa Libertadores, à savoir l'Alianza Lima.
- Contrairement aux années précédentes, l'Uruguay n'a pas joué de Liguilla Pré-Libertadores lors de la saison 2009–10 en raison de la qualification de l'équipe nationale pour la Coupe du monde 2010. La deuxième place qualificative Uruguayenne a été attribuée au deuxième du championnat et la troisième place à la meilleure équipe non finaliste du classement cumulé.
- Les premier, deuxième et troisième du championnat d'ouverture Mexicain étant tous qualifiés pour la Ligue des champions de la CONCACAF 2010-2011, ce sont les 4e, 5e et 6e qui participent à la compétition.

| Pays                                  | Équipe                 | Mode de qualification                                                               |
| ------------------------------------- | ---------------------- | ----------------------------------------------------------------------------------- |
| Argentine 5 places                    | Argentinos Juniors     | Champion Tournoi Clôture 2010                                                       |
| Argentine 5 places                    | Estudiantes            | Champion du Tournoi Ouverture 2010                                                  |
| Argentine 5 places                    | Vélez Sársfield        | Meilleure moyenne de points hors champions 2010 (Clôture/Ouverture)                 |
| Argentine 5 places                    | Godoy Cruz             | Deuxième meilleure moyenne de points hors champions 2010 (Clôture/Ouverture)        |
| Argentine 5 places                    | Independiente          | Vainqueur de la Copa Sudamericana 2010                                              |
| Bolivie 3 places                      | Wilstermann            | Champion du Tournoi Ouverture 2010                                                  |
| Bolivie 3 places                      | Oriente Petrolero      | Champion du Tournoi Clôture 2010                                                    |
| Bolivie 3 places                      | Bolívar                | Deuxième du Tournoi Clôture 2010                                                    |
| Brésil 5 + 1 places                   | Internacional          | Vainqueur de la Copa Libertadores 2010                                              |
| Brésil 5 + 1 places                   | Santos                 | Vainqueur de la Coupe du Brésil 2010                                                |
| Brésil 5 + 1 places                   | Fluminense             | Champion du Brésil 2010                                                             |
| Brésil 5 + 1 places                   | Cruzeiro               | Deuxième du Championnat du Brésil 2010                                              |
| Brésil 5 + 1 places                   | Corinthians            | Troisième du Championnat du Brésil 2010                                             |
| Brésil 5 + 1 places                   | Grêmio                 | Quatrième du Championnat du Brésil 2010                                             |
| Chili 3 places                        | Universidad Católica   | Champion du Chili 2010                                                              |
| Chili 3 places                        | Colo-Colo              | Meilleure place dans la phase aller du Championnat du Chili de football 2010        |
| Chili 3 places                        | Unión Española         | Vainqueur du mini championnat pour la Copa Libertadores 2010                        |
| Colombie 3 places                     | Junior                 | Champion de Colombie I 2010                                                         |
| Colombie 3 places                     | Once Caldas            | Champion de Colombie II 2010                                                        |
| Colombie 3 places                     | Deportes Tolima        | Meilleure total de points hors champions des Championnats de Colombie I et II 2010  |
| Équateur 3 places                     | LDU Quito              | Champion d'Équateur 2010                                                            |
| Équateur 3 places                     | Emelec                 | Finaliste du Championnat d'Équateur 2010                                            |
| Équateur 3 places                     | Deportivo Quito        | Troisième du Championnat d'Équateur 2010                                            |
| Paraguay 3 places                     | Libertad               | Champion du Tournoi Clôture 2010                                                    |
| Paraguay 3 places                     | Guaraní                | Champion du Tournoi Ouverture 2010                                                  |
| Paraguay 3 places                     | Cerro Porteño          | Meilleur total de point hors champions du Championnat du Paraguay 2010              |
| Pérou 3 places                        | Universidad San Martín | Champion de la phase régulière du championnat du Pérou 2010                         |
| Pérou 3 places                        | León de Huánuco        | Vainqueur de la Liguilla Groupe B                                                   |
| Pérou 3 places                        | Alianza Lima           | Meilleur total de point du Classement combiné 2010                                  |
| Uruguay 3 places                      | Peñarol                | Champion d'Uruguay 2009-2010                                                        |
| Uruguay 3 places                      | Nacional               | Finaliste du Championnat d'Uruguay 2009-2010                                        |
| Uruguay 3 places                      | Liverpool              | Meilleur classement hors champions du Championnat d'Uruguay 2009-2010               |
| Venezuela 3 places                    | Caracas                | Champion du Venezuela 2009-2010                                                     |
| Venezuela 3 places                    | Deportivo Táchira      | Finaliste du Championnat du Venezuela 2009-2010                                     |
| Venezuela 3 places                    | Deportivo Petare       | Meilleur classement hors finalistes du Championnat du Venezuela 2009-2010           |
| Mexique (CONCACAF) 3 places (invités) | América                | Meilleur classement parmi les équipes éligibles du Tournoi Ouverture 2010           |
| Mexique (CONCACAF) 3 places (invités) | San Luis               | Deuxième meilleur classement parmi les équipes éligibles du Tournoi Ouverture 2010  |
| Mexique (CONCACAF) 3 places (invités) | Jaguares               | Troisième meilleur classement parmi les équipes éligibles du Tournoi Ouverture 2010 |

## Phase 1
Des 38 équipes qualifiées, 12 vont disputer une première phase pour l'obtention des 6 billets qualificatifs pour la seconde phase. Les clubs amenés à disputer cette première phase sont, le 5° qualifié Argentin, les 5° et 6° Brésiliens (La fédération Brésilienne ayant une place en plus à la faveur de la victoire du SC Internacional dans cette compétition la saison dernière) et les 3° de toutes les autres fédérations.

### Groupe G1
| Aller                 | SC Corinthians | 0 - 0   | Deportes Tolima | Stade Pacaembu, São Paulo                      |                                                |
| 26 janvier 2011 22h00 |                | (0 - 0) |                 | Spectateurs : 26 536 Arbitrage : Enrique Osses | Spectateurs : 26 536 Arbitrage : Enrique Osses |
| 26 janvier 2011 22h00 | Source         |         |                 | Spectateurs : 26 536 Arbitrage : Enrique Osses | Spectateurs : 26 536 Arbitrage : Enrique Osses |

| Retour               | Deportes Tolima          | 2 - 0   | SC Corinthians | Stade Manuel Murillo Toro, Ibagué                |                                                  |
| 2 février 2011 19h00 | Santoya 65e · Medina 77e | (0 - 0) |                | Spectateurs : 22 000 Arbitrage : Roberto Silvera | Spectateurs : 22 000 Arbitrage : Roberto Silvera |
| 2 février 2011 19h00 | Source                   |         |                | Spectateurs : 22 000 Arbitrage : Roberto Silvera | Spectateurs : 22 000 Arbitrage : Roberto Silvera |

Le Deportes Tolima l'emporte 2-0 sur l'ensemble des deux matchs et se qualifie donc pour la deuxième phase.

### Groupe G2
| Aller                 | Alianza Lima | 0 - 2   | Jaguares de Chiapas                     | Stade Alejandro Villanueva, Lima               |                                                |
| 26 janvier 2011 21h15 |              | (0 - 2) | Pedroza 41e · J. Rodríguez 45+1e (pen.) | Spectateurs : 30 000 Arbitrage : Néstor Pitana | Spectateurs : 30 000 Arbitrage : Néstor Pitana |
| 26 janvier 2011 21h15 | Source       |         |                                         | Spectateurs : 30 000 Arbitrage : Néstor Pitana | Spectateurs : 30 000 Arbitrage : Néstor Pitana |

| Retour                 | Jaguares de Chiapas       | 2 - 0   | Alianza Lima | Stade Víctor Manuel Reyna, Tuxtla Gutiérrez    |                                                |
| 1er février 2011 21h15 | Pedroza 68e · Salazar 74e | (0 - 0) |              | Spectateurs : 15 000 Arbitrage : José Buitrago | Spectateurs : 15 000 Arbitrage : José Buitrago |
| 1er février 2011 21h15 | Source                    |         |              | Spectateurs : 15 000 Arbitrage : José Buitrago | Spectateurs : 15 000 Arbitrage : José Buitrago |

Les Jaguares l'emportent 4-0 sur l'ensemble des deux matchs et se qualifient donc pour la deuxième phase.

### Groupe G3
| Aller                 | Cerro Porteño | 1 - 0   | Deportivo Petare | General Pablo Rojas, Asuncion                            |                                                          |
| 27 janvier 2011 20h00 | Nanni 69e     | (0 - 0) |                  | Spectateurs : 20 000 Arbitrage : Paulo César de Oliveira | Spectateurs : 20 000 Arbitrage : Paulo César de Oliveira |
| 27 janvier 2011 20h00 | Source        |         |                  | Spectateurs : 20 000 Arbitrage : Paulo César de Oliveira | Spectateurs : 20 000 Arbitrage : Paulo César de Oliveira |

| Retour               | Deportivo Petare | 1 - 1   | Cerro Porteño | Stade Olympique, Caracas                  |                                           |
| 3 février 2011 21h00 | Guazá 13e        | (1 - 0) | Nanni 34e     | Spectateurs : 600 Arbitrage : Carlos Vera | Spectateurs : 600 Arbitrage : Carlos Vera |
| 3 février 2011 21h00 | Source           |         |               | Spectateurs : 600 Arbitrage : Carlos Vera | Spectateurs : 600 Arbitrage : Carlos Vera |

Le Cerro Porteño l'emporte 2-1 sur l'ensemble des deux matchs et se qualifie donc pour la deuxième phase.

### Groupe G4
| Aller                 | Bolívar | 0 - 1   | Unión Española | Estadio Hernando Siles, La Paz                      |                                                     |
| 27 janvier 2011 21h15 |         | (0 - 1) | Cordero 16e    | Spectateurs : 25 000 Arbitrage : Víctor Hugo Rivera | Spectateurs : 25 000 Arbitrage : Víctor Hugo Rivera |
| 27 janvier 2011 21h15 | Source  |         |                | Spectateurs : 25 000 Arbitrage : Víctor Hugo Rivera | Spectateurs : 25 000 Arbitrage : Víctor Hugo Rivera |

| Retour               | Unión Española | 0 - 0   | Bolívar | Estadio Santa Laura, Santiago                    |                                                  |
| 3 février 2011 20h00 |                | (0 - 0) |         | Spectateurs : 25 000 Arbitrage : Carlos Amarilla | Spectateurs : 25 000 Arbitrage : Carlos Amarilla |
| 3 février 2011 20h00 | Source         |         |         | Spectateurs : 25 000 Arbitrage : Carlos Amarilla | Spectateurs : 25 000 Arbitrage : Carlos Amarilla |

L'Unión Española l'emporte 1-0 sur l'ensemble des deux matchs et se qualifie donc pour la deuxième phase.

### Groupe G5
| Aller                 | CA Independiente                  | 2 - 0   | Deportivo Quito | Estadio Libertadores de América, Avellaneda  |                                              |
| 25 janvier 2011 21h15 | Defederico 49e · P. Rodríguez 70e | (0 - 0) |                 | Spectateurs : 39 087 Arbitrage : Héber Lopes | Spectateurs : 39 087 Arbitrage : Héber Lopes |
| 25 janvier 2011 21h15 | Source                            |         |                 | Spectateurs : 39 087 Arbitrage : Héber Lopes | Spectateurs : 39 087 Arbitrage : Héber Lopes |

| Retour                 | Deportivo Quito | 1 - 0   | CA Independiente | Estadio Olímpico Atahualpa, Quito |                             |
| 1er février 2011 19h45 | M. Quiñónez 56e | (0 - 0) |                  | Arbitrage : Jorge Larrionda       | Arbitrage : Jorge Larrionda |
| 1er février 2011 19h45 | Source          |         |                  | Arbitrage : Jorge Larrionda       | Arbitrage : Jorge Larrionda |

L'Independiente l'emporte 2-1 sur l'ensemble des deux matchs et se qualifie donc pour la deuxième phase.

### Groupe G6
| Aller                 | Liverpool               | 2 - 2   | Grêmio                      | Stade Centenario, Montevideo                   |                                                |
| 26 janvier 2011 22h00 | Franco 9e · Guevara 25e | (2 - 2) | André Lima 6e · Douglas 13e | Spectateurs : 20 000 Arbitrage : Carlos Torres | Spectateurs : 20 000 Arbitrage : Carlos Torres |
| 26 janvier 2011 22h00 | Source                  |         |                             | Spectateurs : 20 000 Arbitrage : Carlos Torres | Spectateurs : 20 000 Arbitrage : Carlos Torres |

| Retour               | Grêmio                                    | 3 - 1   | Liverpool  | Stade Olímpico Monumental, Porto Alegre          |                                                  |
| 2 février 2011 22h00 | André Lima 37e · Vinícius Pacheco 57e 73e | (1 - 1) | Alfaro 34e | Spectateurs : 34 680 Arbitrage : Sergio Pezzotta | Spectateurs : 34 680 Arbitrage : Sergio Pezzotta |
| 2 février 2011 22h00 | Source                                    |         |            | Spectateurs : 34 680 Arbitrage : Sergio Pezzotta | Spectateurs : 34 680 Arbitrage : Sergio Pezzotta |

Grêmio l'emporte 5-3 sur l'ensemble des deux matchs et se qualifie donc pour la deuxième phase.

## Phase 2

### Groupe 1
Mis à jour le  20 avril 2011
| Rang | Équipe                 | Pts | J | G | N | P | Bp | Bc | Diff |
| ---- | ---------------------- | --- | - | - | - | - | -- | -- | ---- |
| 1    | Libertad               | 14  | 6 | 4 | 2 | 0 | 13 | 5  | +8   |
| 2    | Once Caldas            | 7   | 6 | 1 | 4 | 1 | 7  | 8  | -1   |
| 3    | Universidad San Martín | 6   | 6 | 2 | 0 | 4 | 7  | 11 | -4   |
| 4    | San Luis FC            | 5   | 6 | 1 | 2 | 3 | 6  | 9  | -3   |

| Résultats (▼dom., ►ext.)                                   |     |     |     |     |
| Libertad                                                   |     | 2-2 | 2-0 | 5-1 |
| Once Caldas                                                | 1-1 |     | 1-1 | 0-3 |
| San Luis FC                                                | 1-2 | 1-1 |     | 3-1 |
| Universidad San Martín                                     | 0-1 | 0-2 | 2-0 |     |
| - Victoire à domicile - Match nul - Victoire à l'extérieur |     |     |     |     |

### Groupe 2
Mis à jour le  15 avril 2011
| Rang | Équipe            | Pts | J | G | N | P | Bp | Bc | Diff |
| ---- | ----------------- | --- | - | - | - | - | -- | -- | ---- |
| 1    | Junior            | 13  | 6 | 4 | 1 | 1 | 9  | 7  | +2   |
| 2    | Grêmio            | 10  | 6 | 3 | 1 | 2 | 9  | 6  | +3   |
| 3    | Oriente Petrolero | 6   | 6 | 2 | 0 | 4 | 7  | 8  | -1   |
| 4    | León de Huánuco   | 5   | 6 | 1 | 2 | 3 | 4  | 8  | -4   |

| Résultats (▼dom., ►ext.)                                   |     |     |     |     |
| Grêmio                                                     |     | 2-0 | 2-0 | 3-0 |
| Junior                                                     | 2-1 |     | 1-1 | 2-1 |
| León de Huánuco                                            | 1-1 | 1-2 |     | 1-0 |
| Oriente Petrolero                                          | 3-0 | 1-2 | 2-0 |     |
| - Victoire à domicile - Match nul - Victoire à l'extérieur |     |     |     |     |

### Groupe 3
Mis à jour le  21 avril 2011
| Rang | Équipe             | Pts | J | G | N | P | Bp | Bc | Diff |
| ---- | ------------------ | --- | - | - | - | - | -- | -- | ---- |
| 1    | América            | 10  | 6 | 3 | 1 | 2 | 8  | 7  | +1   |
| 2    | Fluminense         | 8   | 6 | 2 | 2 | 2 | 9  | 9  | 0    |
| 3    | Nacional           | 8   | 6 | 2 | 2 | 2 | 3  | 3  | 0    |
| 4    | Argentinos Juniors | 7   | 6 | 2 | 1 | 3 | 9  | 10 | -1   |

| Résultats (▼dom., ►ext.)                                   |     |     |     |     |
| América                                                    |     | 2-1 | 1-0 | 2-0 |
| Argentinos Juniors                                         | 3-1 |     | 2-4 | 0-1 |
| Fluminense                                                 | 3-2 | 2-2 |     | 0-0 |
| Nacional                                                   | 0-0 | 0-1 | 2-0 |     |
| - Victoire à domicile - Match nul - Victoire à l'extérieur |     |     |     |     |

### Groupe 4
Mis à jour le  15 avril 2011
| Rang | Équipe               | Pts | J | G | N | P | Bp | Bc | Diff |
| ---- | -------------------- | --- | - | - | - | - | -- | -- | ---- |
| 1    | Universidad Católica | 11  | 6 | 3 | 2 | 1 | 11 | 9  | +2   |
| 2    | Vélez Sársfield      | 10  | 6 | 3 | 1 | 2 | 12 | 7  | +5   |
| 3    | Caracas FC           | 9   | 6 | 3 | 0 | 3 | 7  | 10 | -3   |
| 4    | Unión Española       | 4   | 6 | 1 | 1 | 4 | 7  | 11 | -4   |

| Résultats (▼dom., ►ext.)                                   |     | UE  | UC  |     |
| Caracas FC                                                 |     | 2-0 | 0-2 | 0-3 |
| Unión Española                                             | 1-2 |     | 2-2 | 2-1 |
| Universidad Católica                                       | 1-3 | 2-1 |     | 0-0 |
| Vélez Sársfield                                            | 3-0 | 2-1 | 3-4 |     |
| - Victoire à domicile - Match nul - Victoire à l'extérieur |     |     |     |     |

### Groupe 5
Mis à jour le  21 avril 2011
| Rang | Équipe            | Pts | J | G | N | P | Bp | Bc | Diff |
| ---- | ----------------- | --- | - | - | - | - | -- | -- | ---- |
| 1    | Cerro Porteño     | 11  | 6 | 3 | 2 | 1 | 13 | 8  | +5   |
| 2    | Santos            | 11  | 6 | 3 | 2 | 1 | 11 | 8  | +3   |
| 3    | Colo-Colo         | 9   | 6 | 3 | 0 | 3 | 15 | 16 | -1   |
| 4    | Deportivo Táchira | 2   | 6 | 0 | 2 | 4 | 5  | 12 | -7   |

| Résultats (▼dom., ►ext.)                                   |     |     |     |     |
| Cerro Porteño                                              |     | 5-2 | 1-1 | 1-2 |
| Colo-Colo                                                  | 2-3 |     | 2-1 | 3-2 |
| Deportivo Táchira                                          | 0-2 | 2-4 |     | 0-0 |
| Santos                                                     | 1-1 | 3-2 | 3-1 |     |
| - Victoire à domicile - Match nul - Victoire à l'extérieur |     |     |     |     |

### Groupe 6
Mis à jour le  20 avril 2011
| Rang | Équipe            | Pts | J | G | N | P | Bp | Bc | Diff |
| ---- | ----------------- | --- | - | - | - | - | -- | -- | ---- |
| 1    | Internacional     | 13  | 6 | 4 | 1 | 1 | 14 | 3  | +11  |
| 2    | Jaguares          | 9   | 6 | 3 | 0 | 3 | 6  | 8  | -2   |
| 3    | Emelec            | 8   | 6 | 2 | 2 | 2 | 4  | 5  | -1   |
| 4    | Jorge Wilstermann | 4   | 6 | 1 | 1 | 4 | 3  | 11 | -8   |

| Résultats (▼dom., ►ext.)                                   |     |     |     |     |
| Emelec                                                     |     | 1-1 | 1-0 | 1-0 |
| Internacional                                              | 2-0 |     | 4-0 | 3-0 |
| Jaguares                                                   | 2-1 | 1-0 |     | 2-0 |
| Jorge Wilstermann                                          | 0-0 | 1-4 | 2-1 |     |
| - Victoire à domicile - Match nul - Victoire à l'extérieur |     |     |     |     |

### Groupe 7
Mis à jour le  15 avril 2011
| Rang | Équipe          | Pts | J | G | N | P | Bp | Bc | Diff |
| ---- | --------------- | --- | - | - | - | - | -- | -- | ---- |
| 1    | Cruzeiro        | 16  | 6 | 5 | 1 | 0 | 20 | 1  | +19  |
| 2    | Estudiantes     | 10  | 6 | 3 | 1 | 2 | 9  | 11 | -2   |
| 3    | Deportes Tolima | 8   | 6 | 2 | 2 | 2 | 5  | 8  | -3   |
| 4    | Guaraní         | 0   | 6 | 0 | 0 | 6 | 2  | 16 | -14  |

| Résultats (▼dom., ►ext.)                                   |     |     |     |     |
| Cruzeiro                                                   |     | 6-1 | 5-0 | 4-0 |
| Deportes Tolima                                            | 0-0 |     | 1-1 | 1-0 |
| Estudiantes                                                | 0-3 | 1-0 |     | 5-1 |
| Guaraní                                                    | 0-2 | 0-2 | 1-2 |     |
| - Victoire à domicile - Match nul - Victoire à l'extérieur |     |     |     |     |

### Groupe 8
Mis à jour le  13 avril 2011
| Rang | Équipe        | Pts | J | G | N | P | Bp | Bc | Diff |
| ---- | ------------- | --- | - | - | - | - | -- | -- | ---- |
| 1    | LDU Quito     | 10  | 6 | 3 | 1 | 2 | 12 | 4  | +8   |
| 2    | Peñarol       | 9   | 6 | 3 | 0 | 3 | 6  | 11 | -5   |
| 3    | Independiente | 8   | 6 | 2 | 2 | 2 | 7  | 8  | -1   |
| 4    | Godoy Cruz    | 7   | 6 | 2 | 1 | 3 | 8  | 10 | -2   |

| Résultats (▼dom., ►ext.)                                   | GC  | Ind. |     |     |
| Godoy Cruz                                                 |     | 1-1  | 2-1 | 1-3 |
| Independiente                                              | 1-3 |      | 1-1 | 3-0 |
| LDU Quito                                                  | 2-0 | 3-0  |     | 5-0 |
| Peñarol                                                    | 2-1 | 0-1  | 1-0 |     |
| - Victoire à domicile - Match nul - Victoire à l'extérieur |     |      |     |     |

## Phase finale

### Classement des équipes qualifiées
| 1                                                       | Cruzeiro             | 16 | +19 |
| 2                                                       | Libertad             | 14 | +8  |
| 3                                                       | Internacional        | 13 | +11 |
| 4                                                       | Junior               | 13 | +2  |
| 5                                                       | Cerro Porteño        | 11 | +5  |
| 6                                                       | Universidad Católica | 11 | +2  |
| 7                                                       | LDU Quito            | 10 | +8  |
| 8                                                       | América              | 10 | +1  |
| 9                                                       | Santos               | 11 | +3  |
| 10                                                      | Vélez Sársfield      | 10 | +5  |
| 11                                                      | Grêmio               | 10 | +3  |
| 12                                                      | Estudiantes          | 10 | -2  |
| 13                                                      | Jaguares             | 9  | -2  |
| 14                                                      | Peñarol              | 9  | -5  |
| 15                                                      | Fluminense           | 8  | 0   |
| 16                                                      | Once Caldas          | 7  | -1  |
| Légende: - Vainqueurs de groupe. - Deuxièmes de groupe. |                      |    |     |

### Tournoi final
|  | Huitièmes de finale           | Huitièmes de finale      | Huitièmes de finale |                      |   | Quarts de finale | Quarts de finale | Quarts de finale |  |  | Demi-finales | Demi-finales | Demi-finales |  |  | Finale | Finale | Finale |
|  |                               |                          |                     |                      |   |                  |                  |                  |  |  |              |              |              |  |  |        |        |        |
|  |                               |                          |                     |                      |   |                  |                  |                  |  |  |              |              |              |  |  |        |        |        |
|  |                               |                          |                     |                      |   |                  |                  |                  |  |  |              |              |              |  |  |        |        |        |
|  | (1) Cruzeiro                  | 2                        | 0                   |                      |   |                  |                  |                  |  |  |              |              |              |  |  |        |        |        |
|  | (1) Cruzeiro                  | 2                        | 0                   |                      |   |                  |                  |                  |  |  |              |              |              |  |  |        |        |        |
|  | (16) Once Caldas              | 1                        | 2                   |                      |   |                  |                  |                  |  |  |              |              |              |  |  |        |        |        |
|  | (16) Once Caldas              | 1                        | 2                   | (16) Once Caldas     | 0 | 1                |                  |                  |  |  |              |              |              |  |  |        |        |        |
|  |                               |                          |                     | (16) Once Caldas     | 0 | 1                |                  |                  |  |  |              |              |              |  |  |        |        |        |
|  |                               | (9) Santos               | 1                   | 1                    |   |                  |                  |                  |  |  |              |              |              |  |  |        |        |        |
|  | (8) América                   | (9) Santos               | 1                   | 1                    | 0 | 0                |                  |                  |  |  |              |              |              |  |  |        |        |        |
|  | (8) América                   |                          |                     |                      | 0 | 0                |                  |                  |  |  |              |              |              |  |  |        |        |        |
|  | (9) Santos                    | 1                        | 0                   |                      |   |                  |                  |                  |  |  |              |              |              |  |  |        |        |        |
|  | (9) Santos                    | 1                        | 0                   | (9) Santos           | 1 | 3                |                  |                  |  |  |              |              |              |  |  |        |        |        |
|  |                               |                          |                     | (9) Santos           | 1 | 3                |                  |                  |  |  |              |              |              |  |  |        |        |        |
|  |                               | (5) Cerro Porteño        | 0                   | 3                    |   |                  |                  |                  |  |  |              |              |              |  |  |        |        |        |
|  | (4) Junior                    | (5) Cerro Porteño        | 0                   | 3                    | 1 | 3                |                  |                  |  |  |              |              |              |  |  |        |        |        |
|  | (4) Junior                    |                          |                     |                      | 1 | 3                |                  |                  |  |  |              |              |              |  |  |        |        |        |
|  | (13) Jaguares (e)             | 1                        | 3                   |                      |   |                  |                  |                  |  |  |              |              |              |  |  |        |        |        |
|  | (13) Jaguares (e)             | 1                        | 3                   | (13) Jaguares        | 1 | 0                |                  |                  |  |  |              |              |              |  |  |        |        |        |
|  |                               |                          |                     | (13) Jaguares        | 1 | 0                |                  |                  |  |  |              |              |              |  |  |        |        |        |
|  |                               | (5) Cerro Porteño        | 1                   | 1                    |   |                  |                  |                  |  |  |              |              |              |  |  |        |        |        |
|  | (5) Cerro Porteño (pen) (5–3) | (5) Cerro Porteño        | 1                   | 1                    | 0 | 0                |                  |                  |  |  |              |              |              |  |  |        |        |        |
|  | (5) Cerro Porteño (pen) (5–3) |                          |                     |                      | 0 | 0                |                  |                  |  |  |              |              |              |  |  |        |        |        |
|  | (12) Estudiantes              | 0                        | 0                   |                      |   |                  |                  |                  |  |  |              |              |              |  |  |        |        |        |
|  | (12) Estudiantes              | 0                        | 0                   | (9) Santos           | 0 | 2                |                  |                  |  |  |              |              |              |  |  |        |        |        |
|  |                               |                          |                     | (9) Santos           | 0 | 2                |                  |                  |  |  |              |              |              |  |  |        |        |        |
|  |                               | (14) Peñarol             | 0                   | 1                    |   |                  |                  |                  |  |  |              |              |              |  |  |        |        |        |
|  | (2) Libertad                  | (14) Peñarol             | 0                   | 1                    | 1 | 3                |                  |                  |  |  |              |              |              |  |  |        |        |        |
|  | (2) Libertad                  |                          |                     |                      | 1 | 3                |                  |                  |  |  |              |              |              |  |  |        |        |        |
|  | (15) Fluminense               | 3                        | 0                   |                      |   |                  |                  |                  |  |  |              |              |              |  |  |        |        |        |
|  | (15) Fluminense               | 3                        | 0                   | (2) Libertad         | 0 | 2                |                  |                  |  |  |              |              |              |  |  |        |        |        |
|  |                               |                          |                     | (2) Libertad         | 0 | 2                |                  |                  |  |  |              |              |              |  |  |        |        |        |
|  |                               | (10) Vélez Sársfield     | 3                   | 4                    |   |                  |                  |                  |  |  |              |              |              |  |  |        |        |        |
|  | (7) LDU Quito                 | (10) Vélez Sársfield     | 3                   | 4                    | 0 | 0                |                  |                  |  |  |              |              |              |  |  |        |        |        |
|  | (7) LDU Quito                 |                          |                     |                      | 0 | 0                |                  |                  |  |  |              |              |              |  |  |        |        |        |
|  | (10) Vélez Sársfield          | 3                        | 2                   |                      |   |                  |                  |                  |  |  |              |              |              |  |  |        |        |        |
|  | (10) Vélez Sársfield          | 3                        | 2                   | (10) Vélez Sársfield | 0 | 2                |                  |                  |  |  |              |              |              |  |  |        |        |        |
|  |                               |                          |                     | (10) Vélez Sársfield | 0 | 2                |                  |                  |  |  |              |              |              |  |  |        |        |        |
|  |                               | (14) Peñarol             | 1                   | 1                    |   |                  |                  |                  |  |  |              |              |              |  |  |        |        |        |
|  | (3) Internacional             | (14) Peñarol             | 1                   | 1                    | 1 | 1                |                  |                  |  |  |              |              |              |  |  |        |        |        |
|  | (3) Internacional             |                          |                     |                      | 1 | 1                |                  |                  |  |  |              |              |              |  |  |        |        |        |
|  | (14) Peñarol                  | 1                        | 2                   |                      |   |                  |                  |                  |  |  |              |              |              |  |  |        |        |        |
|  | (14) Peñarol                  | 1                        | 2                   | (14) Peñarol         | 2 | 1                |                  |                  |  |  |              |              |              |  |  |        |        |        |
|  |                               |                          |                     | (14) Peñarol         | 2 | 1                |                  |                  |  |  |              |              |              |  |  |        |        |        |
|  |                               | (6) Universidad Católica | 0                   | 2                    |   |                  |                  |                  |  |  |              |              |              |  |  |        |        |        |
|  | (6) Universidad Católica      | (6) Universidad Católica | 0                   | 2                    | 2 | 1                |                  |                  |  |  |              |              |              |  |  |        |        |        |
|  | (6) Universidad Católica      |                          |                     |                      | 2 | 1                |                  |                  |  |  |              |              |              |  |  |        |        |        |
|  | (11) Grêmio                   | 1                        | 0                   |                      |   |                  |                  |                  |  |  |              |              |              |  |  |        |        |        |
|  | (11) Grêmio                   | 1                        | 0                   |                      |   |                  |                  |                  |  |  |              |              |              |  |  |        |        |        |

e = Victoire aux buts marqués à l'extérieur

pen = Victoire aux penalties

L'équipe placée en première position reçoit au retour.

#### Finales
| ·             |                       |     |
| Titulaires :  |                       |     |
|               |                       |     |
| 1             | Sebastián Sosa        |     |
| 4             | Alejandro González    |     |
| 23            | Carlos Valdez         |     |
| 6             | Guillermo Rodríguez   |     |
| 22            | Darío Rodríguez       |     |
| 15            | Mathías Corujo        | 77e |
| 14            | Luis Aguiar           |     |
| 5             | Andrés Freitas        |     |
| 18            | Matias Mier           | 55e |
| 10            | Alejandro Martinuccio |     |
| 19            | Juan Olivera          | 82e |
|               |                       |     |
| Remplaçants : |                       |     |
| 12            | Hector Carini         |     |
| 24            | Emiliano Albin        |     |
| 3             | Emilio Mac Eachen     |     |
| 8             | Antonio Pacheco       | 77e |
| 11            | Fabián Estoyanoff     | 55e |
| 25            | Nicolás Domingo       |     |
| 9             | Diego Alonso          | 82e |
|               |                       |     |
| Entraîneur :  |                       |     |
| Diego Aguirre |                       |     |

| ·              |                 |     |
| Titulaires :   |                 |     |
|                |                 |     |
| 1              | Rafael          |     |
| 21             | Pará            |     |
| 14             | Bruno Rodrigo   |     |
| 6              | Durval          |     |
| 16             | Alex Sandro     |     |
| 15             | Adriano         |     |
| 5              | Arouca          |     |
| 22             | Danilo          |     |
| 8              | Elano           | 78e |
| 11             | Neymar          |     |
| 20             | Zé Eduardo      | 90e |
|                |                 |     |
| Remplaçants :  |                 |     |
| 12             | Aranha (en)     |     |
| 13             | Bruno Aguilar   | 90e |
| 7              | Charles         |     |
| 25             | Alan Patrick    | 78e |
| 23             | Felipe Anderson |     |
| 9              | Keirrison       |     |
| 19             | Rychely         |     |
|                |                 |     |
| Entraîneur :   |                 |     |
| Muricy Ramalho |                 |     |

| ·             |                       |     |
| Titulaires :  |                       |     |
|               |                       |     |
| 1             | Sebastián Sosa        |     |
| 4             | Alejandro González    |     |
| 23            | Carlos Valdez         |     |
| 6             | Guillermo Rodríguez   |     |
| 22            | Darío Rodríguez       |     |
| 15            | Mathías Corujo        | 77e |
| 14            | Luis Aguiar           |     |
| 5             | Andrés Freitas        |     |
| 18            | Matias Mier           | 55e |
| 10            | Alejandro Martinuccio |     |
| 19            | Juan Olivera          | 82e |
|               |                       |     |
| Remplaçants : |                       |     |
| 12            | Hector Carini         |     |
| 24            | Emiliano Albin        |     |
| 3             | Emilio Mac Eachen     |     |
| 8             | Antonio Pacheco       | 77e |
| 11            | Fabián Estoyanoff     | 55e |
| 25            | Nicolás Domingo       |     |
| 9             | Diego Alonso          | 82e |
|               |                       |     |
| Entraîneur :  |                       |     |
| Diego Aguirre |                       |     |

| ·              |                 |     |
| Titulaires :   |                 |     |
|                |                 |     |
| 1              | Rafael          |     |
| 21             | Pará            |     |
| 14             | Bruno Rodrigo   |     |
| 6              | Durval          |     |
| 16             | Alex Sandro     |     |
| 15             | Adriano         |     |
| 5              | Arouca          |     |
| 22             | Danilo          |     |
| 8              | Elano           | 78e |
| 11             | Neymar          |     |
| 20             | Zé Eduardo      | 90e |
|                |                 |     |
| Remplaçants :  |                 |     |
| 12             | Aranha (en)     |     |
| 13             | Bruno Aguilar   | 90e |
| 7              | Charles         |     |
| 25             | Alan Patrick    | 78e |
| 23             | Felipe Anderson |     |
| 9              | Keirrison       |     |
| 19             | Rychely         |     |
|                |                 |     |
| Entraîneur :   |                 |     |
| Muricy Ramalho |                 |     |

| Arbitres du match - Arbitres assistants : - Nicolás Yegros - Rodney Aquino - Quatrième arbitre : Antonio Arias | Règles du match - 90 minutes. - Sept remplaçants. - Trois remplacements possibles. |

| ·              |               |     |
| Titulaires :   |               |     |
|                |               |     |
| 1              | Rafael        |     |
| 22             | Danilo        |     |
| 2              | Edu Dracena   |     |
| 6              | Durval        |     |
| 3              | Léo           | 77e |
| 15             | Adriano       |     |
| 5              | Arouca        |     |
| 8              | Elano         |     |
| 10             | Ganso         | 86e |
| 11             | Neymar        |     |
| 20             | Zé Eduardo    |     |
|                |               |     |
| Remplaçants :  |               |     |
| 12             | Vladimir      |     |
| 14             | Bruno Rodrigo |     |
| 16             | Alex Sandro   | 77e |
| 21             | Pará          | 86e |
| 25             | Alan Patrick  |     |
| 9              | Keirrison     |     |
| 17             | Maikon Leite  |     |
|                |               |     |
| Entraîneur :   |               |     |
| Muricy Ramalho |               |     |

| ·             |                       |         |
| Titulaires :  |                       |         |
|               |                       |         |
| 1             | Sebastián Sosa        |         |
| 4             | Alejandro González    | 37e     |
| 23            | Carlos Valdez         |         |
| 6             | Guillermo Rodríguez   |         |
| 22            | Darío Rodríguez       |         |
| 15            | Mathías Corujo        |         |
| 14            | Luis Aguiar           |         |
| 5             | Andrés Freitas        |         |
| 18            | Matias Mier           | 63e     |
| 10            | Alejandro Martinuccio |         |
| 19            | Juan Olivera          |         |
|               |                       |         |
| Remplaçants : |                       |         |
| 12            | Hector Carini         |         |
| 24            | Emiliano Albin        | 37e 78e |
| 8             | Antonio Pacheco       |         |
| 11            | Fabián Estoyanoff     | 78e     |
| 25            | Nicolás Domingo       |         |
| 9             | Diego Alonso          |         |
| 17            | Urretaviscaya da Luz  | 63e     |
|               |                       |         |
| Entraîneur :  |                       |         |
| Diego Aguirre |                       |         |

| ·              |               |     |
| Titulaires :   |               |     |
|                |               |     |
| 1              | Rafael        |     |
| 22             | Danilo        |     |
| 2              | Edu Dracena   |     |
| 6              | Durval        |     |
| 3              | Léo           | 77e |
| 15             | Adriano       |     |
| 5              | Arouca        |     |
| 8              | Elano         |     |
| 10             | Ganso         | 86e |
| 11             | Neymar        |     |
| 20             | Zé Eduardo    |     |
|                |               |     |
| Remplaçants :  |               |     |
| 12             | Vladimir      |     |
| 14             | Bruno Rodrigo |     |
| 16             | Alex Sandro   | 77e |
| 21             | Pará          | 86e |
| 25             | Alan Patrick  |     |
| 9              | Keirrison     |     |
| 17             | Maikon Leite  |     |
|                |               |     |
| Entraîneur :   |               |     |
| Muricy Ramalho |               |     |

| ·             |                       |         |
| Titulaires :  |                       |         |
|               |                       |         |
| 1             | Sebastián Sosa        |         |
| 4             | Alejandro González    | 37e     |
| 23            | Carlos Valdez         |         |
| 6             | Guillermo Rodríguez   |         |
| 22            | Darío Rodríguez       |         |
| 15            | Mathías Corujo        |         |
| 14            | Luis Aguiar           |         |
| 5             | Andrés Freitas        |         |
| 18            | Matias Mier           | 63e     |
| 10            | Alejandro Martinuccio |         |
| 19            | Juan Olivera          |         |
|               |                       |         |
| Remplaçants : |                       |         |
| 12            | Hector Carini         |         |
| 24            | Emiliano Albin        | 37e 78e |
| 8             | Antonio Pacheco       |         |
| 11            | Fabián Estoyanoff     | 78e     |
| 25            | Nicolás Domingo       |         |
| 9             | Diego Alonso          |         |
| 17            | Urretaviscaya da Luz  | 63e     |
|               |                       |         |
| Entraîneur :  |                       |         |
| Diego Aguirre |                       |         |

| Arbitres du match - Arbitres assistants : - Ricardo Casas - Hernán Maidana - Quatrième arbitre : Juan Pompei | Règles du match - 90 minutes. - Sept remplaçants. - Trois remplacements possibles. |

| Vainqueur de la Copa Libertadores 2011 |
| -------------------------------------- |
| Santos (3e titre)                      |

## Distinctions

### Joueur de la semaine
| Semaine | Joueur               | Équipe               | Référence |
| ------- | -------------------- | -------------------- | --------- |
| 4       | Walter Montillo      | Cruzeiro             | [ 1 ]     |
| 5       | Patricio Rodríguez   | Independiente        | [ 2 ]     |
| 6       | Juan Manuel Olivera  | Peñarol              | [ 3 ]     |
| 7       | Luis Carlos Cabezas  | Caracas              | [ 4 ]     |
| 8       | Carlos Bacca         | Junior               | [ 5 ]     |
| 9       | José Luis Villanueva | Universidad Católica | [ 6 ]     |
| 10      | Thiago Ribeiro       | Cruzeiro             | [ 7 ]     |
| 11      | Roberto Nanni        | Cerro Porteño        | [ 8 ]     |
| 12      | Hernán Barcos        | LDU Quito            | [ 9 ]     |
| 13      | / Jonathan Fabbro    | Cerro Porteño        | [ 10 ]    |
| 14      | Lucas Pratto         | Universidad Católica | [ 11 ]    |
| 15      | Dayro Moreno         | Once Caldas          | [ 12 ]    |
| 16      | Juan Manuel Martínez | Vélez Sársfield      | [ 13 ]    |
| 17      | Maximiliano Moralez  | Vélez Sársfield      | [ 14 ]    |
| 18      | Darío Rodríguez      | Peñarol              | [ 15 ]    |

### Meilleur buteur
- Mise à jour: 23 juin 2011

| Rang | Joueur              | Club                 | Buts |
| ---- | ------------------- | -------------------- | ---- |
| 1    | Roberto Nanni       | Cerro Porteño        | 7    |
| -    | Wallyson            | Cruzeiro EC          | 7    |
| 3    | Lucas Pratto        | Universidad Católica | 6    |
| -    | Neymar              | Santos FC            | 6    |
| 5    | Maximiliano Moralez | Vélez Sársfield      | 5    |
| -    | Juan Olivera        | CA Peñarol           | 5    |
| -    | Wason Rentería      | Once Caldas          | 5    |
| 8    | Rafael Moura        | Fluminense           | 4    |
| -    | Franco Niell        | Argentinos Juniors   | 4    |
| -    | Douglas             | Grêmio               | 4    |
| -    | Santiago Silva      | Vélez Sarsfield      | 4    |
| -    | Carlos Bacca        | Junior Barranquilla  | 4    |
| -    | Jonathan Fabbro     | Cerro Porteño        | 4    |
| -    | Leandro Damião      | SC Internacional     | 4    |
| -    | Nicolás Pavlovich   | Libertad             | 4    |
| -    | Thiago Ribeiro      | Cruzeiro             | 4    |
| -    | Augusto Fernández   | Vélez Sarsfield      | 4    |
| -    | Danilo              | Santos FC            | 4    |
| -    | Esteban Paredes     | Colo Colo            | 4    |

- Source: mondefootball.fr